# National Football League 2025 (Figi)
La National Football League 2025, anche nota come Extra Premier League 2025 per motivi di sponsorizzazione, è la 49ª edizione della massima serie del campionato di calcio figiano. Il campionato è iniziato il 22 febbraio 2025 e si concluderà il 21 settembre 2025.
La squadra campione in carica è il Rewa, che ha vinto il suo secondo titolo nazionale nell'edizione 2024. 

## Stagione

### Novità
Dalla stagione precedente è stato retrocesso il Tailevu/Naitasiri, ultimo classificato del campionato. Al suo posto dalla Fiji Senior League è stato promosso il Tavua, dopo un solo anno di assenza dalla massima serie.

### Formula
Le 10 squadre partecipanti giocano un girone all'italiana con partite di andata e ritorno, per un totale di 18 giornate. Al termine di esse, la squadra prima classificata è campione delle Figi e ottiene la qualificazione per la OFC Champions League 2026. L'ultima classificata è invece retrocessa in Fiji Senior League.

## Squadre partecipanti
| Club    | Città    | Stagione precedente            |
| ------- | -------- | ------------------------------ |
| Ba      | Ba       | 5° in National Football League |
| Labasa  | Labasa   | 2° in National Football League |
| Lautoka | Lautoka  | 3° in National Football League |
| Nadi    | Nadi     | 6° in National Football League |
| Nadroga | Sigatoka | 8° in National Football League |
| Nasinu  | Nasinu   | 9° in National Football League |
| Navua   | Navua    | 4° in National Football League |
| Rewa    | Nausori  | Campione delle Figi            |
| Suva    | Suva     | 7° in National Football League |
| Tavua   | Tavua    | 1° in Fiji Senior League       |

## Classifica
|                 | Pos. | Squadra | Pt | G | V | N | P | GF | GS | DR |
| --------------- | ---- | ------- | -- | - | - | - | - | -- | -- | -- |
| Figi (bandiera) | 1.   | Ba      | 0  | 0 | 0 | 0 | 0 | 0  | 0  | 0  |
|                 | 2.   | Labasa  | 0  | 0 | 0 | 0 | 0 | 0  | 0  | 0  |
|                 | 3.   | Lautoka | 0  | 0 | 0 | 0 | 0 | 0  | 0  | 0  |
|                 | 4.   | Nadi    | 0  | 0 | 0 | 0 | 0 | 0  | 0  | 0  |
|                 | 5.   | Nadroga | 0  | 0 | 0 | 0 | 0 | 0  | 0  | 0  |
|                 | 6.   | Nasinu  | 0  | 0 | 0 | 0 | 0 | 0  | 0  | 0  |
|                 | 7.   | Navua   | 0  | 0 | 0 | 0 | 0 | 0  | 0  | 0  |
|                 | 8.   | Rewa    | 0  | 0 | 0 | 0 | 0 | 0  | 0  | 0  |
|                 | 9.   | Suva    | 0  | 0 | 0 | 0 | 0 | 0  | 0  | 0  |
|                 | 10.  | Tavua   | 0  | 0 | 0 | 0 | 0 | 0  | 0  | 0  |

Legenda:
      Campione delle Figi e ammessa alla OFC Champions League 2026.
 Retrocessione diretta.